# Kontrastmittelinduzierte akute Nierenschädigung
Die kontrastmittelinduzierte akute Nierenschädigung (auch kontrastmittelassoziierte akute Nierenschädigung) ist das neue Auftreten eines Nierenschadens nach der Verabreichung eines jodhaltigen Röntgenkontrastmittels über ein Blutgefäß. Sie ist definiert als ein Anstieg des Serumkreatinins innerhalb von sieben Tagen nach der Kontrastmittelexposition um mehr als das 1,5- bis 1,9-fache vom Ausgangswert oder um ≥ 0,3 mg/dl (26,5 µmol/l) innerhalb von 48 Stunden oder als eine Verminderung der Urinausscheidung auf 0,5 ml/kgKG/h über einen Zeitraum von sechs bis zwölf Stunden nach Kontrastmittelgabe. Sie hat eine Inzidenz von 7 bis 11 Prozent und tritt vor allem bei Personen mit bestehender chronischer Nierenschädigung auf.

## Ursachen
Als Ursache wird eine direkte toxische Wirkung von jodhaltigen Kontrastmitteln auf das Nierengewebe, aber auch indirekte Mechanismen der Nierenschädigung angenommen. Die Behandlung richtet sich nach den etablierten Behandlungsstrategien der akuten Nierenschädigung. Die Schäden heilen in den meisten Fällen vollständig, gehen jedoch möglicherweise mit einem erhöhten Mortalitätsrisiko sowie einem erhöhten Risiko für bestimmte Herz-Kreislauf-Erkrankungen und der Notwendigkeit eines Nierenersatzverfahrens einher. Einen vorbeugenden Effekt hat eventuell die ärztliche Überwachung des Flüssigkeitshaushaltes im Rahmen der Kontrastmittelverabreichung.
Der kausale Zusammenhang zwischen Nierenschädigungen und Kontrastmittelverabreichung ist nicht abschließend geklärt.

## Geschichte
Im Jahr 1954 wurde erstmalig in einer wissenschaftlichen Arbeit darüber berichtet, dass jodhaltige Kontrastmittel Nierenschäden hervorrufen können. Eine der ersten Definitionen fand unter dem Begriff „Kontrastmittelinduzierte Nephropathie“ statt und beinhaltete den Anstieg des Plasmakreatinins um 0,5 mg/dl (44 µmol/l) oder den Anstieg um ≥ 25 % des Ausgangswertes, innerhalb von zwei bis fünf Tagen nach einer intravaskulären Kontrastmittelgabe.
Im Jahr 2012 schlug die unabhängige gemeinnützige Organisation Kidney Disease: Improving Global Outcomes (KDIGO) den Begriff „Kontrastmittelinduzierte Nierenschädigung“ (contrast-induced acute kidney injury) vor und definierte ihn als mindestens (Grad I) einen Anstieg des Serumkreatinins innerhalb von sieben Tagen nach der Kontrastmittelexposition um mehr als das 1,5- bis 1,9-fache vom Ausgangswert oder um ≥ 0,3 mg/dl (26,5 µmol/l) innerhalb von 48 Stunden oder um eine Verminderung der Urinausscheidung auf 0,5 ml/kgKG/h über einen Zeitraum von sechs bis zwölf Stunden nach Kontrastmittelgabe.
Diese Definition wurde im gleichen Jahr durch ein Statement der „European Renal Best Practice (ERBP)“ angepasst auf einen Anstieg um ≥ 50 % des Ausgangswertes innerhalb von sieben Tagen nach Kontrastmittelgabe oder um ≥ 0,3 mg/dl (26,5 μmol/l) innerhalb von 28 Stunden. Ältere Definitionen, wie die der Europäischen Gesellschaft für urogenitale Radiologie (ESUR) aus dem Jahr 1999, gelten als veraltet. Die KDIGO-Definition der Grenzwerte des Serumkreatinins und der Urinausscheidung gelten weiterhin als internationaler Forschungsstandard für die Definition der akuten Nierenschädigung.

## Terminologie
Ein neuerer Begriff, der zunehmend an Bedeutung gewinnt, ist die Benennung als „kontrastmittelassoziierte Nierenschädigung“, was den zugrundeliegenden Auslösern oder den beschleunigenden Faktoren von Nierenschäden Rechnung trägt. Da viele der älteren Untersuchungen keine Kontrollgruppen von Personen enthalten, die kein Kontrastmittel erhielten, ist insgesamt die Anwendbarkeit dieser Modelle auf die „kontrastmittelinduzierte akute Nierenschädigung“ unklar. Große kontrollierte Studien mit Propensity score matching zeigten seitdem, dass viele Fälle von akuter Nierenschädigung möglicherweise nephrotoxischen Effekten zuzurechnen sind, die gleichzeitig während der Kontrastmittelgabe vorliegen. Was einer Korrelation, aber keiner Kausalität entspräche.
Als Folge dieser größeren Studien hielten in nephrologischen und radiologischen Fachkreisen alternative Bezeichnungen wie „Kontratmittelassoziierte Nierenschädigung“ (englisch contrast associated kidney injury) oder „Postkontrastmittel akute Nierenschädigung“ (englisch postcontrast acute kidney injury) Einzug für alle akuten Nierenschädigungen, die nach einer Kontrastmittelgabe ohne einen nachgewiesenen kausalen Zusammenhang auftraten. Diese Begriffe umfassen sowohl die tatsächlich kontrastmittelinduzierte-, als auch die zufällig gleichzeitig auftretende Nierenschädigung.
Die akute Nierenschädigung ist häufig auftretend und fällt damit ebenso häufig zufällig mit anderen Gegebenheiten zusammen. Die tatsächliche kontrastmittelinduzierte Nierenschädigung (mit kausalem Zusammenhang) ist folglich nicht zuverlässig in klinischen Studien zu erfassen. Der Begriff „kontrastmittelinduzierte akute Nierenschädigung“ ist als Krankheitsbezeichnung daher der durch Kontrastmittelgabe unzweifelhaft kausal akut geschädigten Niere vorbehalten.

## Verbreitung
Die weltweite Inzidenz einer akuten Nierenschädigung während eines Krankenhausaufenthaltes liegt bei circa 22 Prozent. Die kontrastmittelinduzierte Nierenschädigung gilt dabei mit einer Inzidenz zwischen 7 und 11 Prozent als eine der Hauptursachen.
Die Bandbreite der Inzidenzen ergeben sich durch die Anwendung verschiedener Definitionen, durch verschiedene Applikationsarten (intravenös, intraarteriell), durch unterschiedliche Kontrastmitteldosierungen und durch ein heterogenes Patientenkollektiv bezüglich der Grund- und Begleiterkrankungen.

## Risikofaktoren
Das Risiko für eine akute Nierenschädigung durch Kontrastmittelgabe wird durch den klinischen Zustand des Patienten und verfahrensabhängige Risikofaktoren beeinflusst. Eine vorbestehende chronische Niereninsuffizienz ist der größte patientenseitige Risikofaktor. Je niedriger die Nierenfunktion, desto höher das Risiko.
Als patientenseitige Faktoren gelten:
- Vorbestehende chronische Nierenerkrankung
- Begleitende akute Nierenschädigung aus anderen Gründen (z. B. Sepsis)
- Vorgeschichte einer akuten Nierenschädigung
- Dehydratation
- Anämie
- Kreislaufinstabilität
- Alter > 70 Jahre
- Nephrotoxische Begleitmedikation (z. B. Aminoglykoside)
- Multiples Myelom
- Verminderte Perfusion bei Herzinsuffizienz

Diabetes mellitus ist kein unabhängiger Risikofaktor, erhöht jedoch das Risiko bei Patienten mit chronischer Niereninsuffizienz.
Bei der Art des Verfahrens wird davon ausgegangen, dass die Kontrastmittelgabe bei einer Arteriografie ein höheres Risiko in sich trägt, als die einer Computertomografie. Der Grund hierfür ist wahrscheinlich die höhere Kontrastmittelkonzetration im Nierengewebe und das allgemein höhere Risikoprofil der Patienten dieser Untersuchungsart. Zum Beispiel haben Patienten mit einer schweren Erkrankung wie einem STEMI, die eine Herzkatheteruntersuchung (arterielle Kontrastmittelgabe) erhalten, ein besonders hohes Risiko.
Heute nicht mehr verwendete Kontrastmittel hoher Osmolalität erhöhten das Risiko. Ein belegtes erhöhtes Risiko besteht bei hohen Kontrastmittelvolumina (> 350 ml oder > 4 ml/kgKG) oder wiederholten Gaben innerhalb von 72 Stunden nach der erstmaligen Verabreichung.
Insbesondere für die Herzkatheteruntersuchung existieren einige gute, wissenschaftlich validierte Risikostratifizierungen. Sie unterliegen allerdings Vorbehalten, wie zum Beispiel der Unklarheit vor einer Untersuchung darüber, wie viel Kontrastmittel ein Patient tatsächlich erhalten wird.
Ein Zusammenhang zwischen kontrastmittelunterstützter Computertomografie der Lungengefäße (CTPA) und einer langfristigen Verschlechterung der Nierenfunktion ist äußerst unwahrscheinlich.
Grundsätzlich soll einem Patienten im Notfall, bei lebensbedrohlichen Erkrankungen, kein jodhaltiges Kontrastmittel aus Angst vor einer kontrastmittelassoziierten akuten Nierenschädigung vorenthalten werden.

## Krankheitsentstehung
Intravaskuläre jodhaltige Kontrastmittel gelten in erster Linie aufgrund von Tierexperimenten, unkontrollierten Studien und anekdotischen Beobachtungen als nierenschädigend.
Der genaue Mechanismus der Nierenschädigung durch Kontrastmittel ist nicht vollständig bekannt. Bei den beeinflussenden oder auslösenden Faktoren wird allgemein von direkten Mechanismen, indirekten Mechanismen sowie einer Störung der Hämodynamik ausgegangen. Kontrastmittel sind für Tubuluszellen der Niere wahrscheinlich unmittelbar toxisch und führen sowohl zu ihrem Funktionsverlust, als auch zu Apoptose und Nekrose (direkter Effekt). Zu den indirekten Mechanismen zählen Gewebeschäden, die durch lokale oder körperweite vasomotorische Veränderungen ausgelöste werden können. Vasomotorisch lokal aktive Substanzen sind hierbei unter anderem Endothelin, Stickstoffmonoxid oder Prostaglandine. Des Weiteren führt Kontrastmittel zu einer mikrozirkulation-verschlechternden Erhöhung der Blutviskosität und zu Veränderungen der Blutosmolalität, was die Erythrozytenplastizität herabsetzt und möglicherweise zu mikrovaskulären Thrombosen führt. Hämodynamische Effekte sind im äußeren Nierenmark deshalb so einflussreich, da es einen relativ geringen Sauerstoffpartialdruck aufweist, was es, in Verbindung mit dem hohen metabolischen Bedarf, hypoxieanfällig macht.

## Klinische Erscheinungen
Die Symptome entsprechen der akuten Nierenschädigung und sind bei der kontrastmittelinduzierten akuten Nierenschädigung typischerweise folgende:
- Früher, leichter Anstieg des Serumkreatinins innerhalb von 24 – 48 Stunden nach Kontrastmittelexposition mit einem Höhepunkt nach drei bis fünf Tagen. Erholung der Nierenfunktion innerhalb einer Woche.[18]

- Non-Oligurie, wegen des typischerweise milden Verlaufs. Falls eine Oligurie auftritt, dann sofort nach der Kontrastmittelgabe als Hinweis auf einen schweren Verlauf und/oder im Zusammenhang mit Patienten mit vorbestehender chronischer Nierenschädigung.[19][20]

- Unter Umständen Hinweise auf Nekrosen der Nierenkanälchen im Urinsediment. Das Fehlen schließt eine akute Nierenschädigung nicht aus.[18]

- Die fraktionierte Natriumausscheidung im Urin kann reduziert sein[18]

Andere Hinweise auf eine reduzierte glomeruläre Filtrationsrate, wie Hyperkaliämie, Metabolische Azidose und Hyperphosphatämie, können vorhanden sein.

## Behandlung
Die Behandlung der speziellen kontrastmittelassoziierten oder -induzierten akuten Nierenschädigung richtet sich nach den etablierten Behandlungsstrategien der akuten Nierenschädigung. Therapeutische Grundsätze sind die Optimierung der Hämodynamik, die Korrektur von Flüssigkeits- und Elektrolytungleichgewichten, die Unterbrechung der Zufuhr von nephrotoxischen Medikamenten sowie eine der Nierenfunktion angepasste Dosierung der aktuellen Medikation. Falls nötig, wird eine Nierenersatztherapie eingeleitet.

## Prophylaxe
Die primäre Maßnahme zur Risikominderung ist das intravenöse Verabreichen von isotoner Elektrolytlösung oder das orale Zuführen von (Salz-)Wasser vor der Kontrastmittelgabe. Obwohl einige Beobachtungsstudien den nierenschützenden Effekt nachweisen konnten, ist die Evidenz durch hochwertige, randomisierte kontrollierte Studien rar. Der Nutzen ist nur für Personen mit einer eGFR größer als 30 ml/min erwiesen. So gibt beispielsweise die 2022 veröffentlichte Leitlinie der Canadian Association of Radiologists zur Flüssigkeitsgabe keine explizite Empfehlung.
Eine weitere prophylaktische Maßnahme ist die Anwendung eines nieder- oder iso-osmolaren Kontrastmittels in angemessener Dosis für qualitativ hochwertige Bilder.
Der präventive Effekt der Verabreichung der Puffersubstanz Natriumhydrogencarbonat (Natriumbikarbonat) auf die kontrastmittelassoziierte Nierenschädigung ist in einer Metaanalyse aus dem Jahr 2010 nachweisbar gewesen, jedoch mit sehr geringer statistischer Signifikanz sowie geringer Qualität und hoher Heterogenität der zugrundeliegenden Studien. Die Anwendung hat keinen Effekt auf die Mortalität oder die Häufigkeit neu aufgetretener Notwendigkeit von Nierenersatzverfahren. Natriumhydrogencarbonat bietet keinen Vorteil gegenüber isotoner Kochsalzlösung.
Bei weiteren prophylaktischen Maßnahmen wird der Nutzen – wegen mangelnder Evidenz für die einzelne Maßnahme – wissenschaftlich heterogen bewertet. Dazu zählen das routinemäßige Erheben der eGFR aller Patienten vor der Untersuchung, Absetzen kurzfristig verzichtbarer, nephrotoxischer Medikamente oder die medikamentöse Prophylaxe mit hochdosierten Statinen vor Angiografien.

### Maßnahmen ohne prophylaktischen Nutzen
In den 2000er und 2010er Jahren stieg die Evidenz, dass die Gabe von N-Acetylcystein zur Prophylaxe des kontrastmittelassoziierten Nierenschadens ungeeignet ist.
Als von unklarem prophylaktischen Nutzen, und daher ohne klinische Relevanz, gelten der routinemäßige Einsatz von Nierenersatzverfahren (Dialyse) und folgende Arzneimittel: Theophyllin, Prostaglandin E1, Nicorandil, Ascorbinsäure, Allopurinol, α-Tocopherol, Fenoldopam, natriuretische Peptide und Trimetazidin.

## Prognose
Die kontrastmittelassoziierte Nierenschädigung ist eine generell reversible Form der Nierenschädigung, obwohl ihre Entstehung mit ungünstigen Folgen verbunden sein kann. Meistens erholt sich die Nierenfunktion nach drei bis fünf Tagen und der Patient kehrt zur ursprünglichen Glomerulären Filtrationsrate (GFR) oder nahe dorthin zurück.
Bei einer geringfügigen Verringerung der eGFR kann das Serumkreatinin unverändert bleiben. Eine bleibende Nierenschädigung nach Kontrastmittelgabe kann fortbestehen, selbst wenn der Kreatininwert den Ausgangswert wieder erreicht hat. Patienten mit einer zugrundeliegenden chronischen Niereninsuffizienz haben das höchste Risiko, nach einer akuten Verschlechterung der Nierenfunktion einen bleibenden Nierenschaden zu erleiden.
Zu den möglichen Kurz- und Langzeitauswirkungen zählen ein erhöhtes 30-Tage-, Einjahres- und Fünfjahresmortalitsrisiko. Ebenso zeigt sich ein Zusammenhang mit einer erhöhten Rate an kardiovaskulären Ereignissen, Herzinsuffizienz und der Notwendigkeit einer Akut- oder Erhaltungsdialyse bei Personen mit kontrastmittelassoziierte Nierenschädigung.
Bei all diesen negativen Folgen ist es jedoch möglich, dass sie den zugrundeliegenden Komorbiditäten geschuldet sind. Ein kausaler Zusammenhang mit der Kontrastmittelgabe ist nicht abschließend geklärt.

### Leitlinien
- D. Blair Macdonald, Casey Hurrell, u. a.: Canadian Association of Radiologists Guidance on Contrast Associated Acute Kidney Injury. In: Canadian Association of Radiologists journal. Band 73, Nr. 3, 24. Mai 2022, S. 499–514, doi:10.1177/08465371221083970 (englisch).
- J. Latus, Vedat Schwenger, u. a.: Kontrastmittelinduzierte akute Nierenschädigung – Konsensuspapier der Arbeitsgemeinschaft „Herz – Niere“ der Deutschen Gesellschaft für Kardiologie – Herz- und Kreislaufforschung e. V. und der Deutschen Gesellschaft für Nephrologie e. V. In: Der Kardiologe. Nr. 14, 1. Dezember 2020, S. 494–504, doi:10.1007/s12181-020-00411-2.